# Статус угрожености
Статус угрожености одређене врсте се користи као показивач могућности да та врста постане изумрла у скоријој или даљој будућности. При процјењивању статуса угрожености одређене врсте (или нижег таксона) разматрају се многи чиниоци: поред простог пребројавања преосталих јединки, разматра се и тренд смањења или повећања величине популација те врсте, препознате пријетње, успјешност при размножавању, природна средина и друго.

## Глобални системи
Црвена листа Међународне уније за заштиту природе (IUCN) је најпознатији свјетски списак угрожених врста и нижих таксона. IUCN је поставио критеријуме за процену угрожености, а сви процењени таксони сврставају се у једну од следећих категорија:
- — таксон изумро након 1500. године (скраћеница потиче од енглеске речи );
- — таксон ишчезао у природи
- — крајње угрожени таксон;
- — угрожени таксон и
- — рањиви таксон
- — скоро угрожени таксон
- — таксон за који постоји мали ризик од изумирања

Постоје и две додатне  категорије:
- — таксон са недовољно података о угрожености
- — таксон није евалуисан, или није евалуисан по  критеријумима

### Категорије из 1994.
- — таксон изумро након 1500. године (скраћеница потиче од енглеске речи );
- — таксон ишчезао у природи
- — крајње угрожени таксон;
- — угрожени таксон и
- — рањиви таксон
- — таксон у нижем степену опасности (енгл. Low risk), категорија која се даље дијели на:
  -  — таксон зависан од заштите (енгл. Conservation dependent);
  -  — скоро угрожени таксон;
  -  — таксон за који постоји мали ризик од изумирања

Постоје и две додатне  категорије:
- — таксон са недовољно података о угрожености
- — таксон није евалуисан, или није евалуисан по  критеријумима

### CITES конвенција
Конвенција о међународној трговини угрожених врста дивље фауне и флоре (енгл. CITES, „Convention on International Trade in Endangered Species of Wild Fauna and Flora“) за циљ има утврђивање да међународна трговина дивљим животињама и биљкама не угрожава њихов опстанак.

## Савезни системи
У Европској унији, Правилник трговине дивљим врстама Европске уније је законски пропис са циљем да оствари стандарде CITES-а унутар Европске уније скупа са неким додатним мјерама. База података врста под контролом Правилника трговине дивљим врстама Европске уније је доступна за јавност. Додатно, постоји и Препорука Европске уније за животну средину (енгл. EU Habitats Directive) и Препорука Европске уније за птице.
Организација „NatureServe conservation status“ се усредсређује на Латинску Америку, САД, Канаду и Карибе. Ова организацију су развили, у посљедњих тридесетак година двадесетог вијека, научници из организација „NatureServe“ и „The Nature Conservancy“, и мреже програма природног насљеђа и податковних центара за очување природе. Током времена ова организација се све више уједињује са Црвеном листом угрожених врста. По овој организацији, између осталих постоје и сљедеће категорије:
- Претпостављено изумрле
- Вјероватно изумрле
- Критично угрожене
- Угрожене
- Рањиве (енгл. Vulnerable, G3)
- Наочиглед сигурне (енгл. Apparently Secure, G4) и
- Сигурне (енгл. Secure, G5)

Овај систем садржи и двосмислене и непотпуно одређене категорије попут „Непрецизно одређен број јединки“ (енгл. Inexact numeric ranks, нпр. G2?) и „међукатегорије“ (нпр. G2G3) када не може прецизно да се одреди одговарајућа категорија. У овом систему такође постоји одредница „само у заробљеништву или људском узгоју“, која има слично значење као IUCN категорија „изумрле у дивљини“ (енгл. Extinct in the Wild, EW).
У Руској Федерацији у сврхе одређивања угрожености врста постоји Црвена књига Руске Федерације.